# Мукур (Костанайская область)
Мукур (каз. Мұқыр) — упразднённое село в Амангельдинском районе Костанайской области Казахстана. Входило в состав ныне упразднённого Есирского сельского округа. Находилось примерно в 50 км к северо-западу от села Амангельды. Код КАТО — 393435700. Ликвидировано в 2013 году.

## Население
В 1999 году население села составляло 156 человек (80 мужчин и 76 женщин). По данным переписи 2009 года в селе проживал 21 человек (10 мужчин и 11 женщин).